# República Socialista Soviética da Estônia
A República Socialista Soviética da Estônia (português brasileiro) ou da Estónia (português europeu), também chamada República Socialista Soviética Estoniana (em estoniano: Eesti Nõukogude Sotsialistlik Vabariik; em russo: Эстонская Советская Социалистическая Республика) foi o nome oficial do estado oficialmente criado em 21 de julho de 1940, durante a Segunda Guerra Mundial, no território da antiga República da Estônia, depois da ocupação das repúblicas bálticass pelo exército soviético em 17 de junho de 1940. A RSS da Estônia foi formalmente anexada à União Soviética em 6 de agosto de 1940, quando tornou-se a décima sexta república constituinte da URSS. Seu território foi conquistado pela Alemanha em 1941, depois sendo reconquistado pelos soviéticos em 1944.
Os Estados Unidos, o Reino Unido, a República Federal da Alemanha e outras potências ocidentais consideraram que a anexação da Estônia era ilegal mantiveram suas relações diplomáticas com representantes da República da Estônia, nunca reconhecendo a existência da RSS da Estônia, e nunca reconhecendo a Estônia como um constituinte legal da União Soviética.
A RSS da Estônia foi renomeada República da Estônia em 8 de maio de 1990. Todos os laços legais com a União Soviética foram cortados em 20 de agosto de 1991, quando a Estônia oficialmente declarou a reconquista de sua independência, recebendo reconhecimento internacional nas semanas seguintes.
Além das perdas humanas e materiais durante a guerra, milhares de civis foram mortos e dezenas de milhares foram deportadas da Estônia pelas autoridades soviéticas até à morte de Joseph Stalin em 1953. O domínio soviético diminuiu significativamente o crescimento econômico da Estônia, porém em comparação com outras partes da URSS sua economia era melhor. Hoje a Estônia continua como o mais rico dos estados ex-soviéticos.
A RSS da Estónia era uma das três repúblicas bálticas, e a Estónia atual é um estado independente, um dos três países bálticos.